# Phare d'Antofagasta (sud)
Le phare du quai sud d'Antofagasta (en espagnol : Faro Molo de Abrigo de Antofagasta) est un phare actif situé à l'entrée du port d'Antofagasta (Province d'Antofagasta), dans la Région d'Antofagasta au Chili.
Il est géré par le Service hydrographique et océanographique de la marine chilienne.

## Histoire
Le phare, mis en service en 1934, est situé en bout du quai sud du port d'Antofagasta. il fonctionne à l'énergie solaire.

## Description
Ce phare est une tour octogonale, avec une galerie et une lanterne de 14 m de haut. La tour est peinte en bandes rouges et blanches et la lanterne est rouge avec un dôme blanc. Il émet, à une hauteur focale de 18 m, un éclat blanc par période de 5 secondes. Sa portée n'est pas connue. 
Identifiant : ARLHS : CHI-058 - Amirauté : G1946 - NGA : 111-1124 .
|                    |
| Port d'Antofagasta |

### Lien connexe
- Liste des phares du Chili